# سنگ‌گری

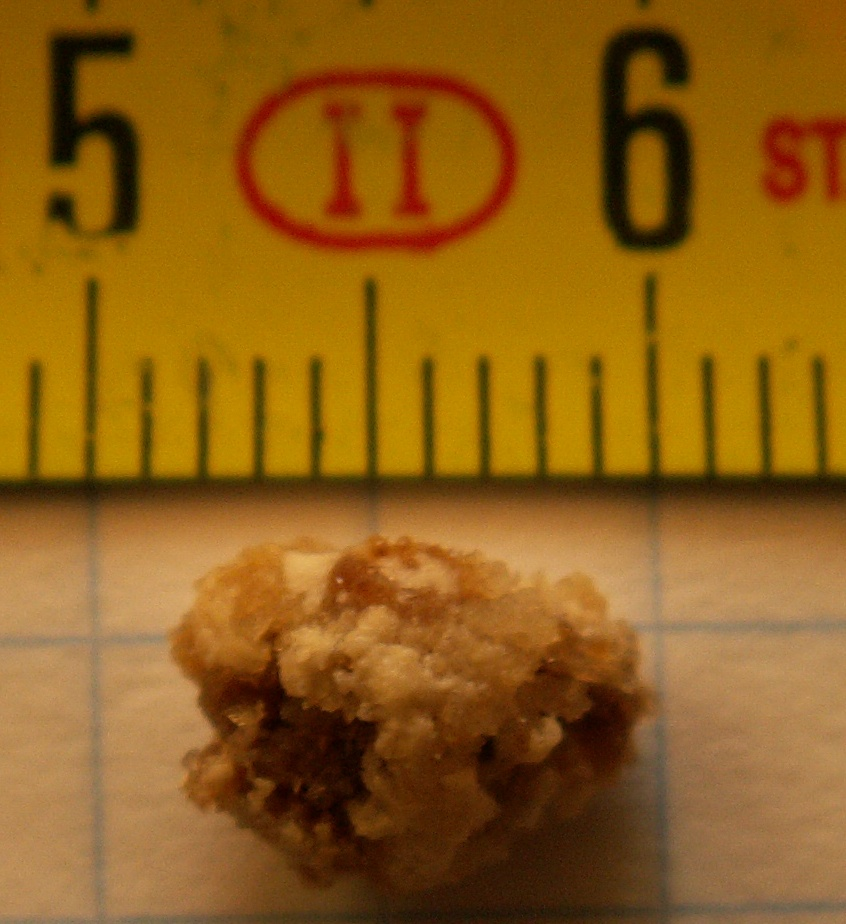
یک سنگ کلیه ۸ میلیمتری

سنگ‌گری یا لیتیاز (به انگلیسی: Lithiasis) فرایند شکل‌گیری سنگ (به انگلیسی: Calculus) در یک دستگاه در بدن یک جانور است. لیتیاز نوعی کانی سازی زیستی بدون ماتریس به شمار می‌رود.
مشهورترین انواع سنگ‌گری در بدن انسان، سنگ‌گری کلیه ، سنگ‌گری مثانه و سنگ‌گری صفرا هستند.